# Curculigo orchioides
Curculigo orchioides är en enhjärtbladig växtart som beskrevs av Joseph Gaertner. Curculigo orchioides ingår i släktet Curculigo, och familjen Hypoxidaceae. Inga underarter finns listade i Catalogue of Life.

## Bildgalleri

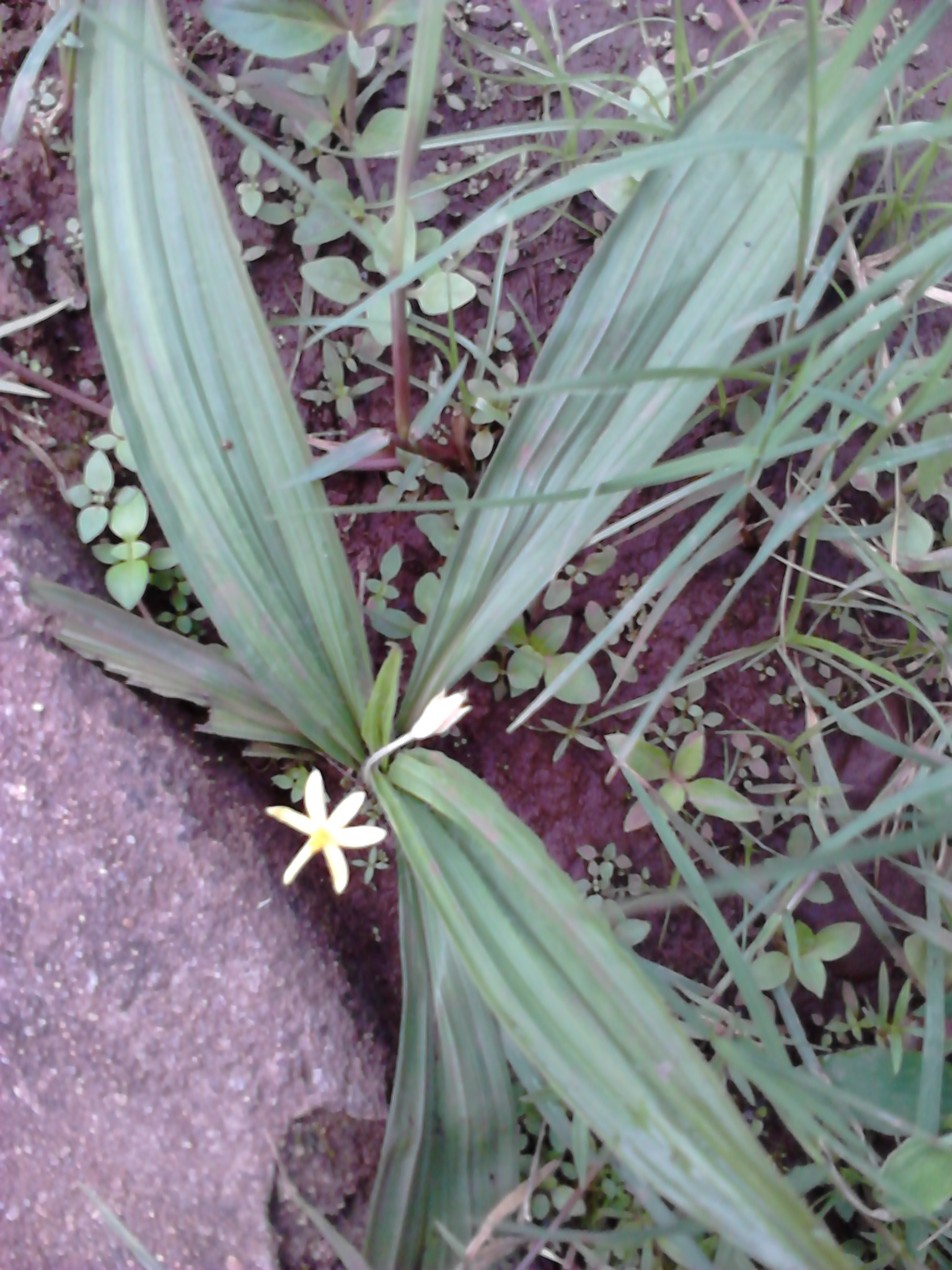
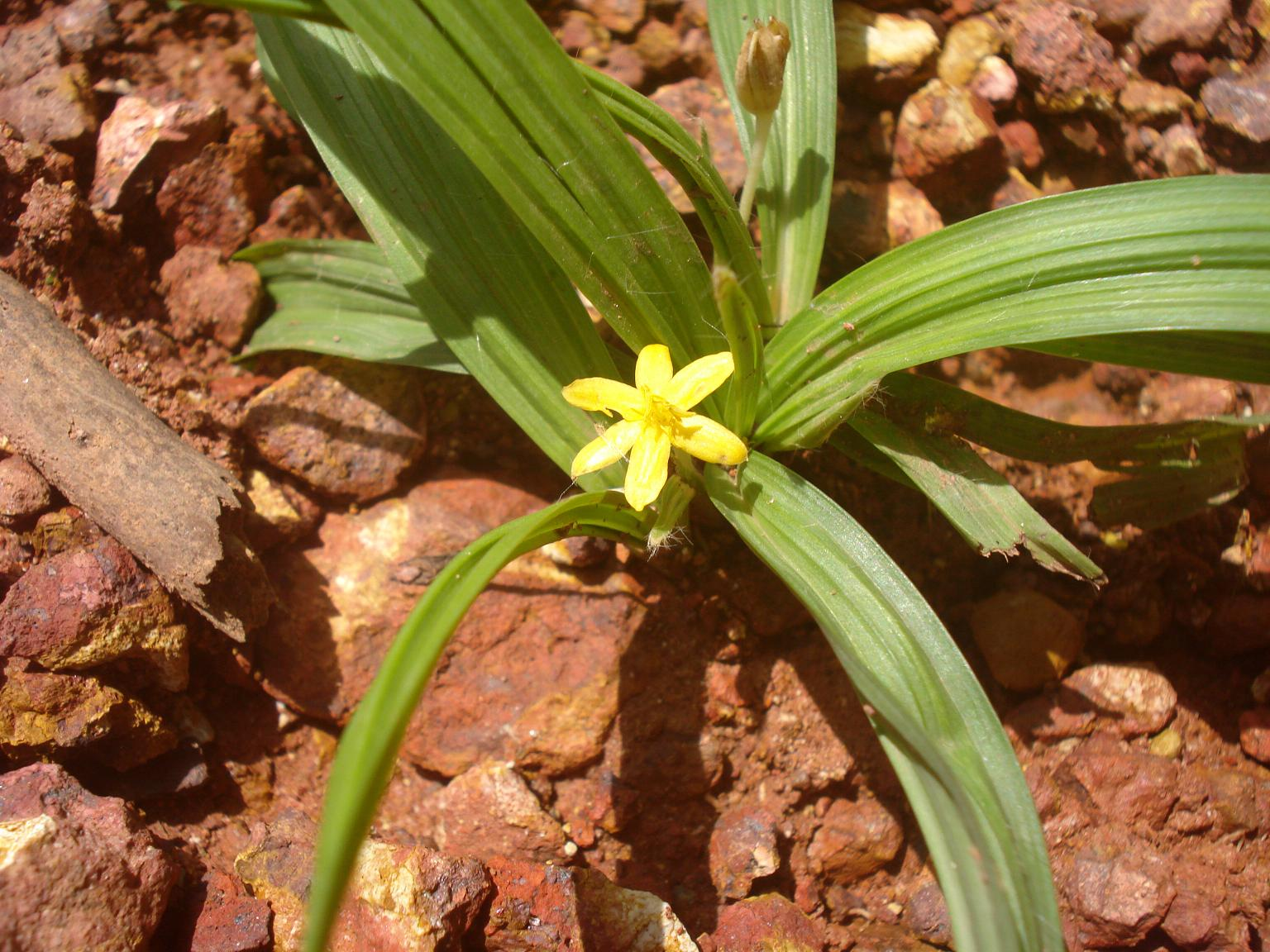
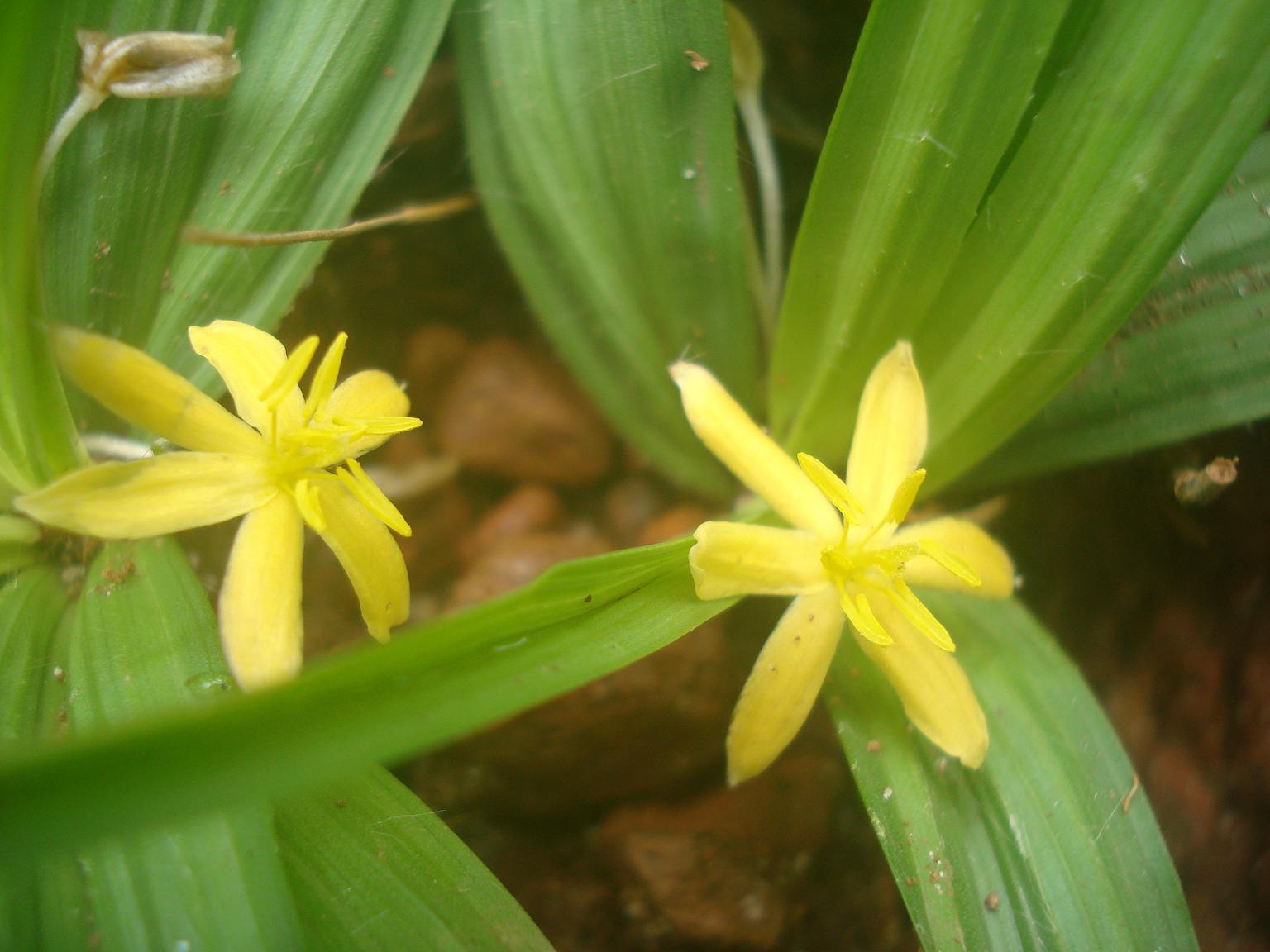
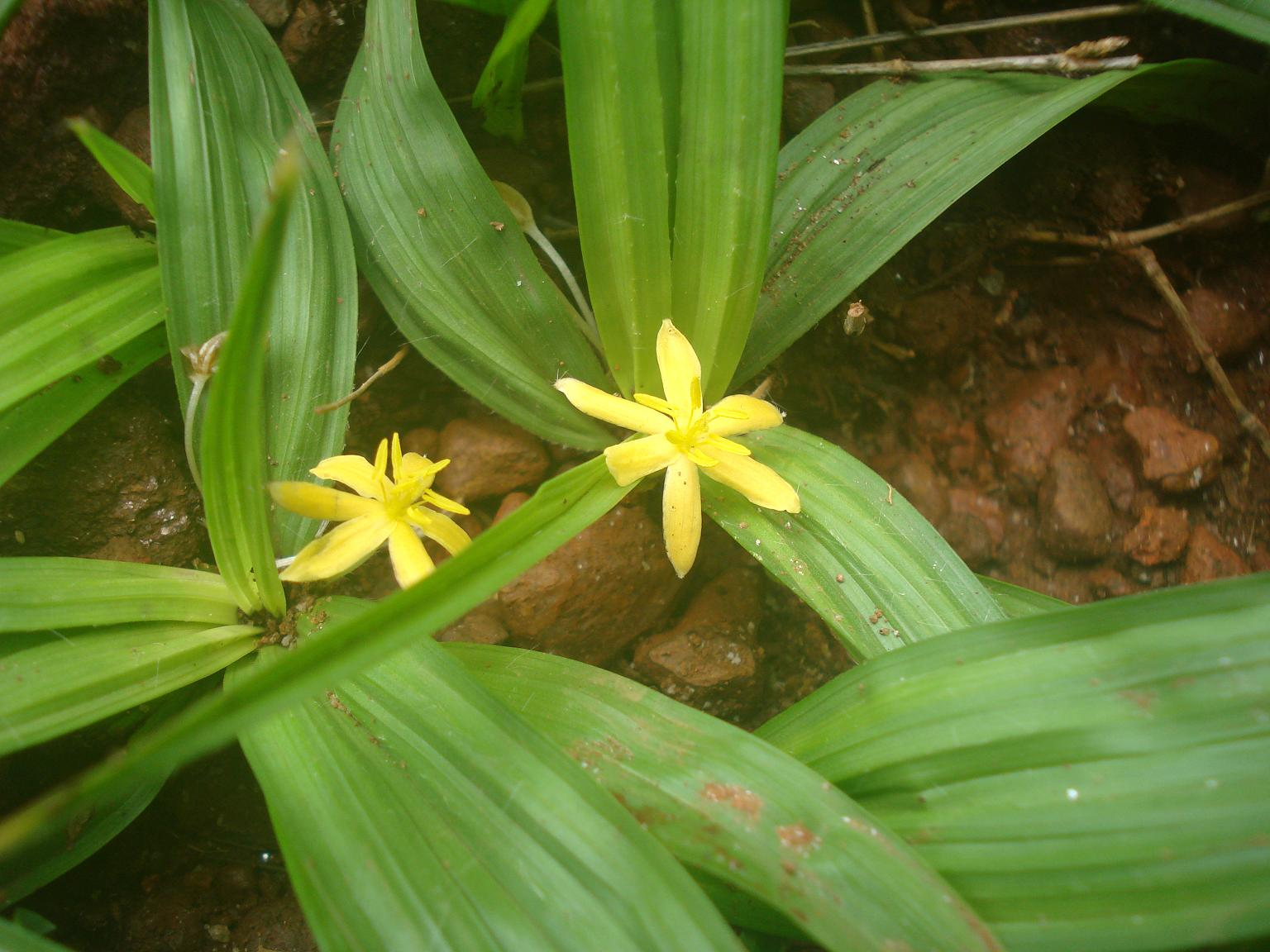
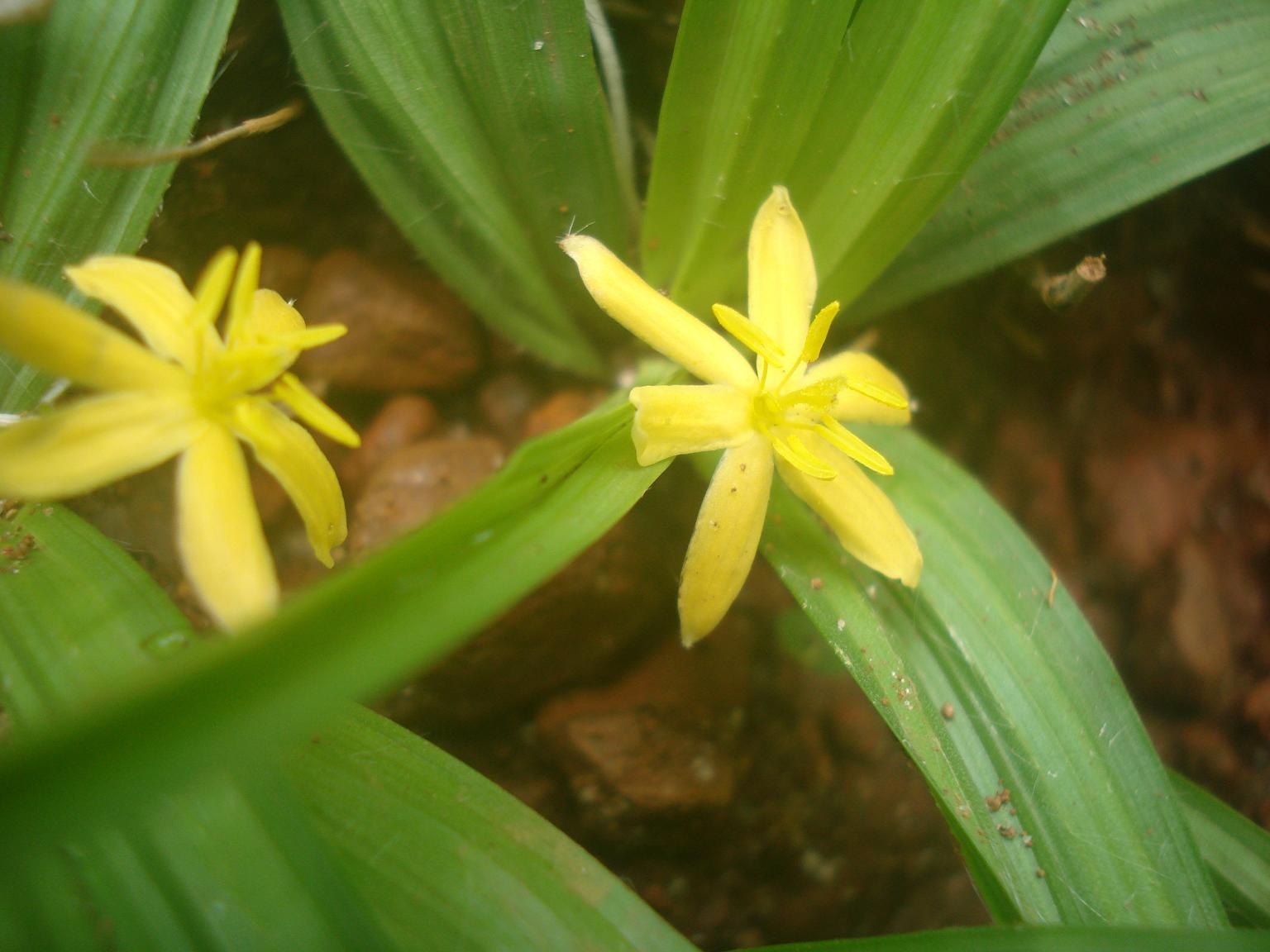
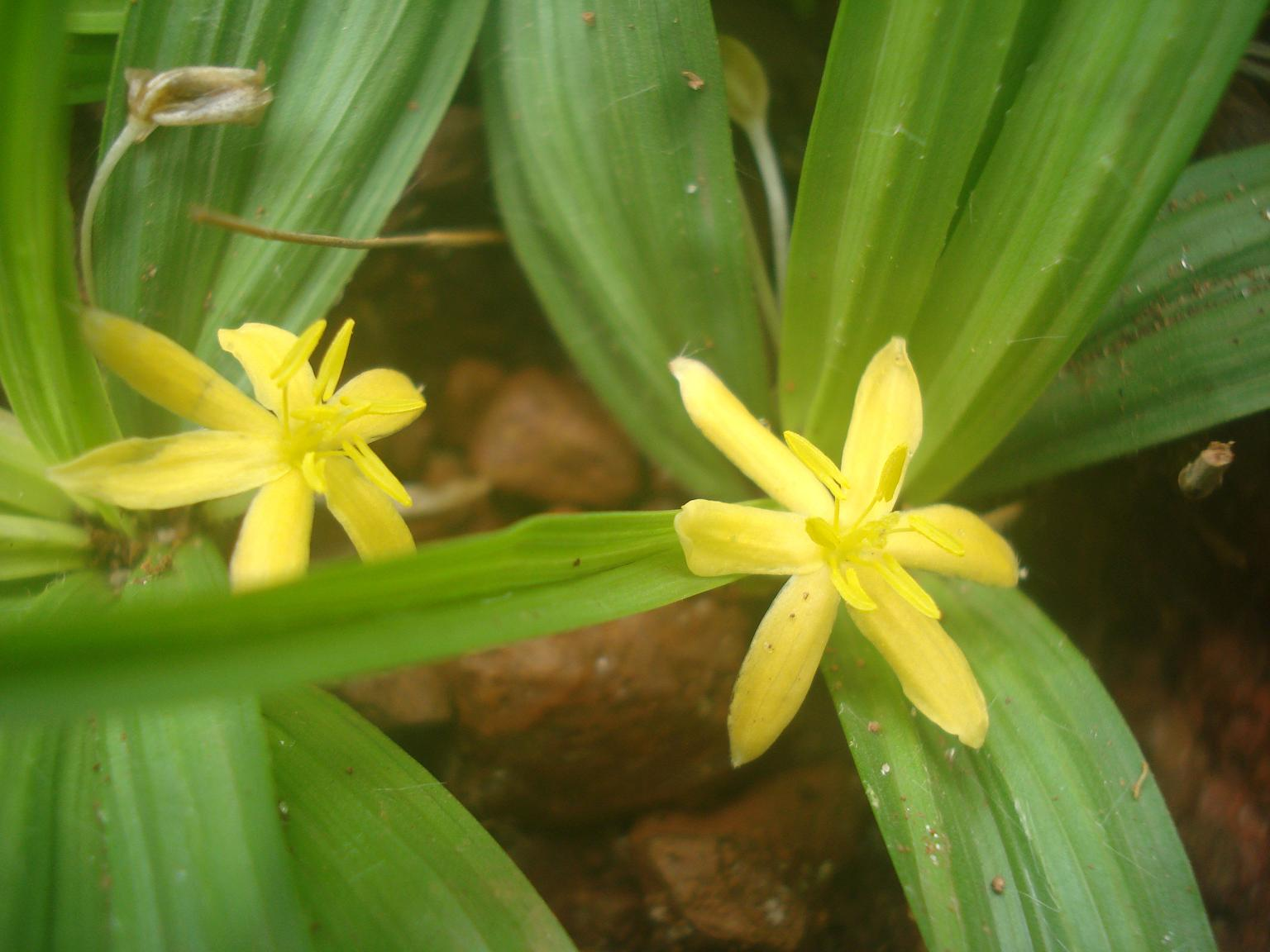